# Idaea mediofasciata
Idaea mediofasciata là một loài bướm đêm trong họ Geometridae.